# Кольонія-Осек (Лодзинське воєводство)
Кольонія-Осек (пол. Kolonia Osiek) — село в Польщі, у гміні Ґалевиці Верушовського повіту Лодзинського воєводства.
У 1975-1998 роках село належало до Каліського воєводства.